# AllJoyn
AllJoyn，由高通公司主導的高通創新中心（Qualcomm Innovation Center）所開發的開放原始碼專案，主要用於近距離無線傳輸，透過Wifi或藍牙技術，進行定位與點對點檔案傳輸。這個專案在2012年對外公開。

## 外部連結
- AllJoyn官方首頁